# Транзит-1A
Транзит-1А (англ. Transit 1A) — американский военно-морской навигационный спутник. Предполагалось использовать его для калибровки инерциальной системы навигации ракет «Поларис», базирующихся на подводных лодках, а позднее и для гражданского использования. Приёмник должен был замерять доплеровский сдвиг спутникового сигнала, и, зная точную орбиту спутника, вычислять собственное положение.
Запуск спутника прошёл неудачно: сбой в работе третьей ступени «Альтаир» ракеты Тор-Эйбл. Однако данные со спутника, полученные во время суборбитального полёта, были использованы для проверки концепции.